# 検索デスク
検索デスク（けんさくデスク）は、非統合型のメタ検索エンジンサイト（横断検索サイト）である。検索窓に入力したキーワードを使いまわして複数の検索エンジンで検索できる。1996年1月18日からサービスを開始しており、この業界ではもっとも古くから存在する。

## 歩み
- 1996年1月18日 - ベッコアメ・インターネットの個人向けホームページにてサービス開始[1][2]。
- 1998年10月31日 - 「searchdesk.com」ドメインを取得。
- 2000年8月31日 - 累計1000万ページビュー。
- 2003年6月23日 - 累計1億ページビュー。
- 2004年10月20日 - 累計2億ページビュー。
- 2005年11月7日 - 累計3億ページビュー。
- 2006年5月29日 - 「検索デスク」を商標登録。
- 2006年10月10日 - 累計4億ページビュー。
- 2006年12月 - Web of the Year 2006 ウェブ情報源部門5位。
- 2007年9月1日 - 累計5億ページビュー。